# Vesontio
Vesontio, het huidige Besançon, was de hoofdplaats van de Gallische stam der Sequani en werd na de onderwerping van de Galliërs een Romeinse stad. Vesontio was strategisch gelegen in een meander van de rivier de Doubs. Julius Caesar noemde deze bijna cirkelvormige bocht waarin de stad gelegen was in zijn Comentarii de bello Gallico.
Rond het begin van onze jaartelling werden er twee grote veldslagen geleverd. Julius Caesar versloeg hier in 58 v.Chr. Ariovistus, en de troepen van Verginius Rufus versloegen in 68 n.Chr. Gaius Iulius Vindex, die in opstand was gekomen tegen keizer Nero.
De Gallo-Romeinse stad kende een bloeitijd in de 2e eeuw met een geschatte bevolking van 25.000 tot 30.000. Er werden goederen gevonden die wijzen op handel met alle hoeken van het Romeinse Rijk.

## Gebouwen
Vesontio beschikte over een Romeins aquaduct dat water aanbracht van de bronnen van Arcier, twaalf kilometer verderop. De stad had ook thermen, een arena, een theater en een amfitheater. In Besançon zijn nog enkele restanten van het antieke Vesontio bewaard gebleven:
- Porte Noire: een triomfboog uit 170 ter ere van Rome en van keizer Marcus Aurelius
- Domus met mozaïeken van Neptunus (ontdekt in 1970) en van Medusa (ontdekt in 2004) onder het Collège Lumière
- Colonnade op het Sqare Castan: resten van een nymphaeum
- Theater tegen een helling aan gebouwd
- Stenen brug over de Doubs met zeven bogen uit ca. 160. Fundamenten van de pijlers bestaan nog nabij de Pont Battant.

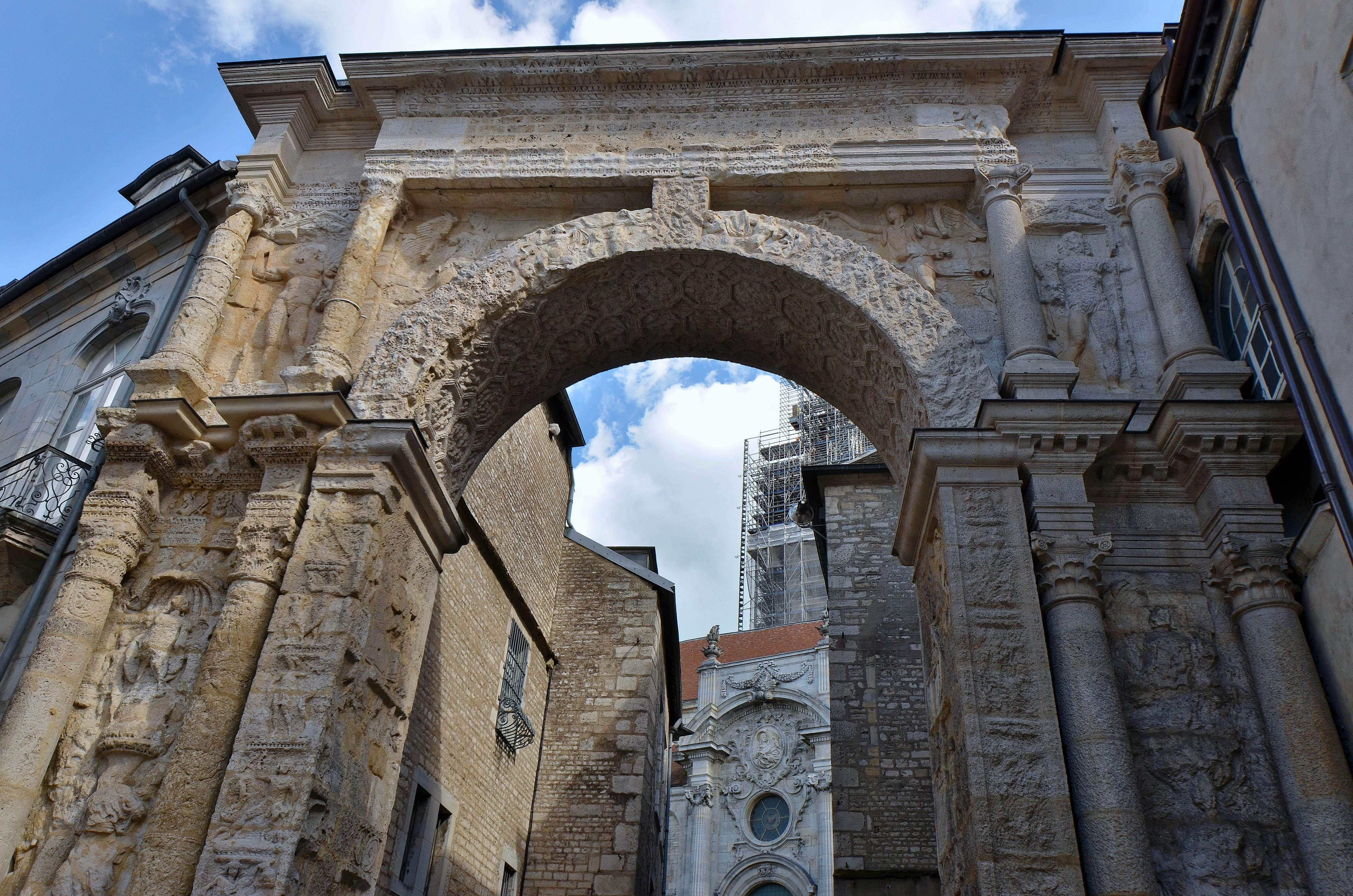
Porte Noire
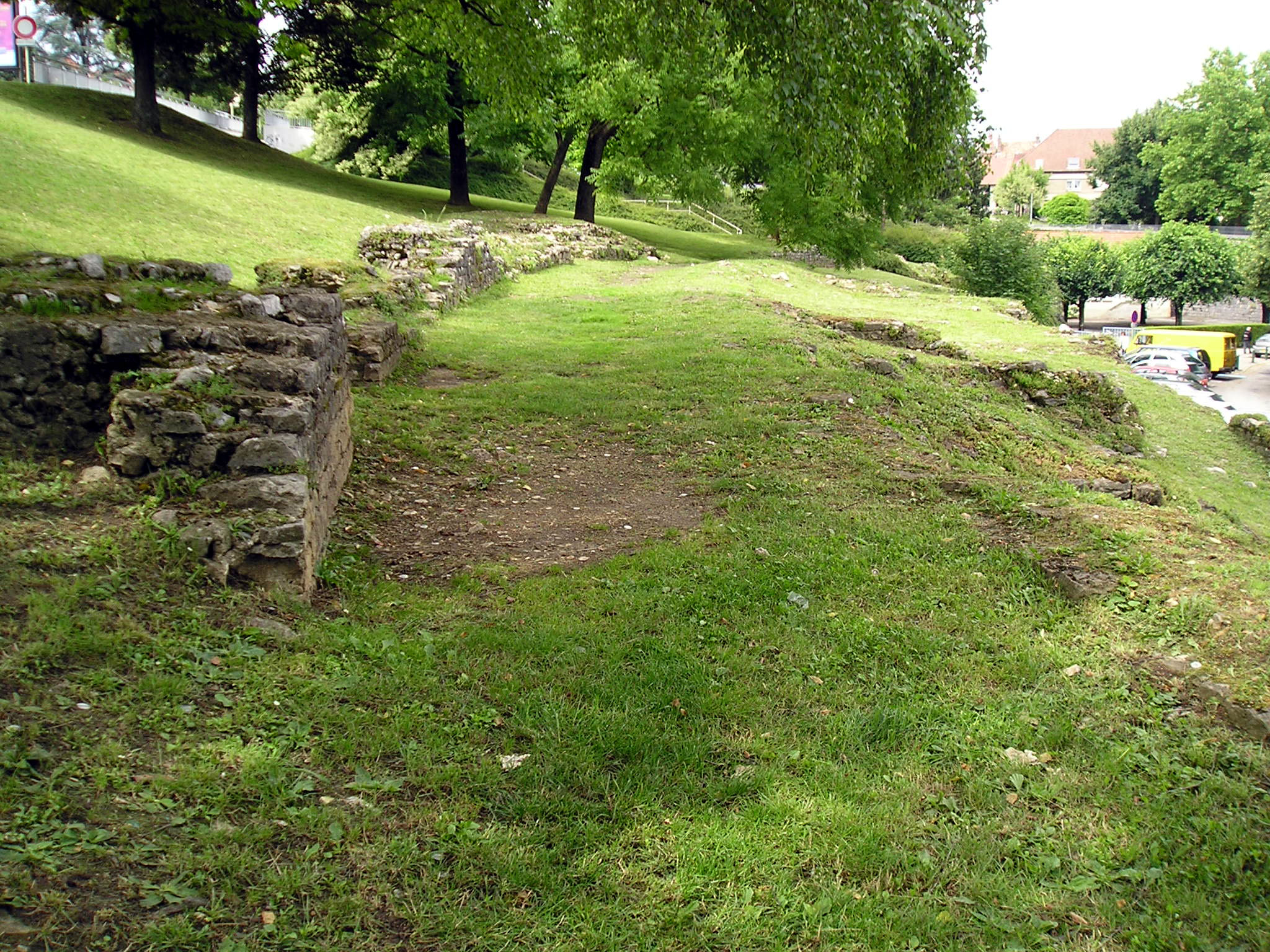
Resten van de arena
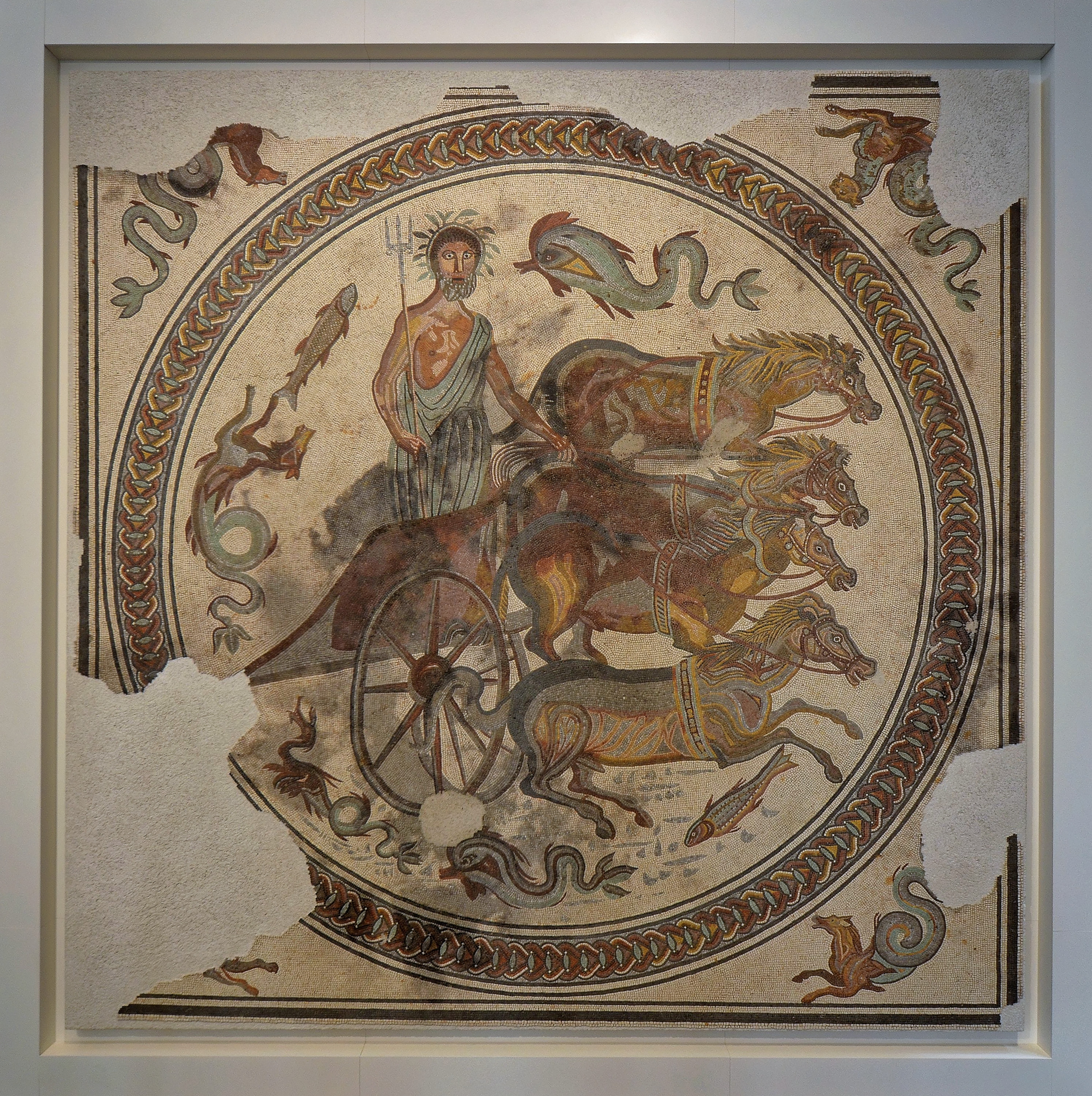
Mozaïek 'De triomf van Neptunus'
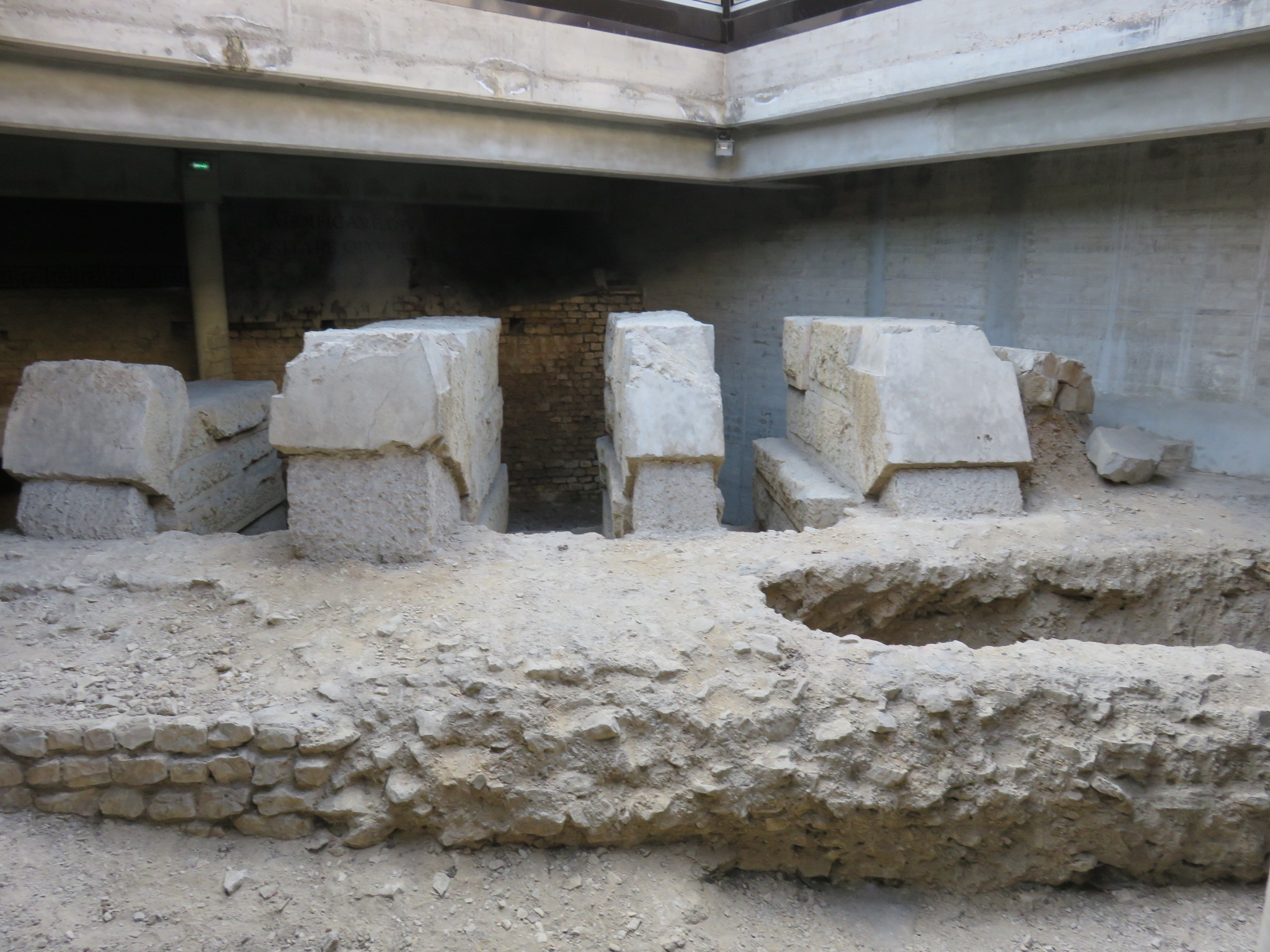
Resten van het aquaduct
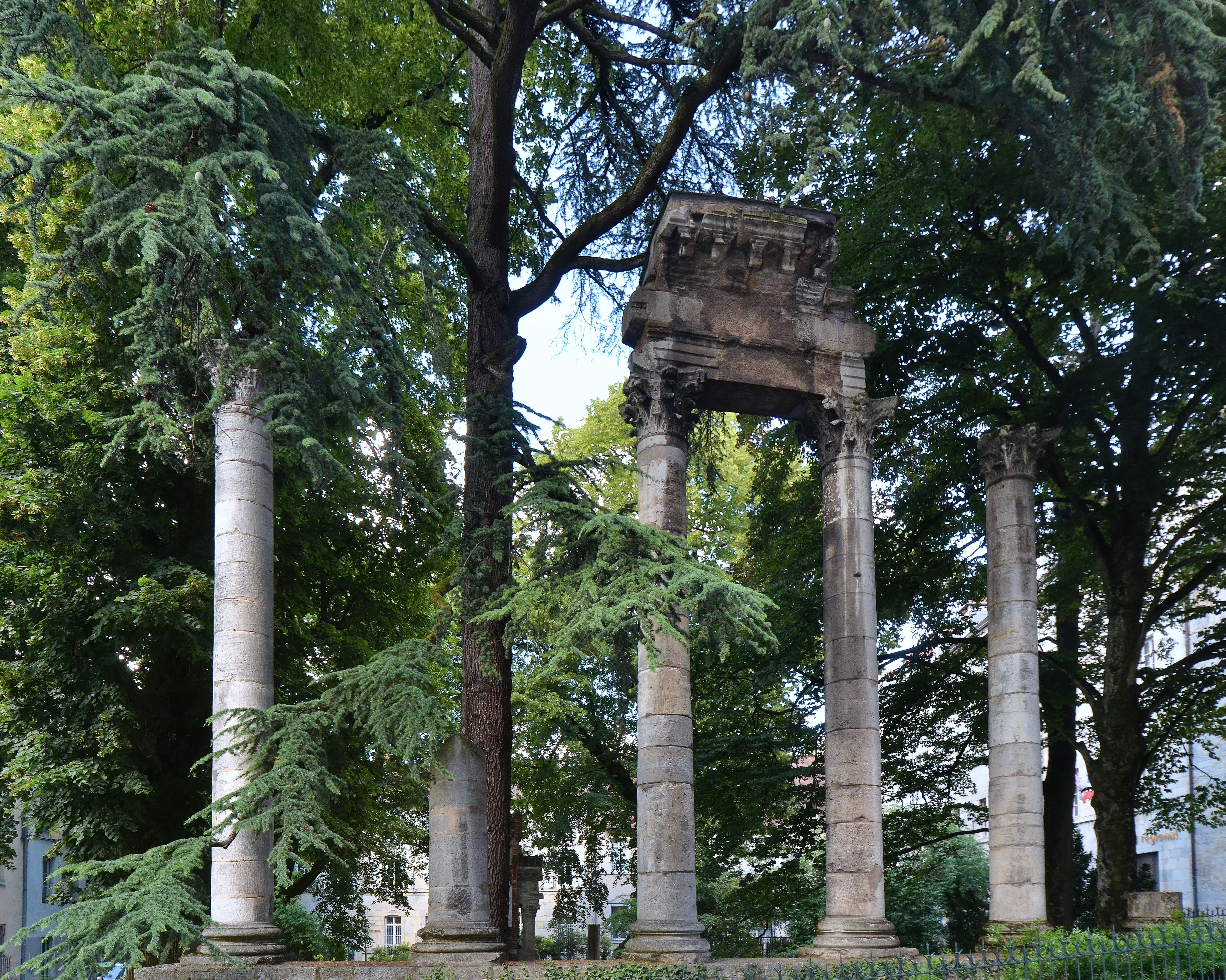
Colonnade